# 神鵰俠侶 (動畫)
《神鵰俠侶》（日語：神鵰侠侶 コンドルヒーロー）是一部改編自香港武俠小說家金庸作品《神鵰俠侶》的電視動畫，分為《神鵰俠侶I：古墓奇緣》、《神鵰俠侶II：襄陽風雲》、《神鵰俠侶III：十六年之約》三部，每一部皆為26集，全78集。第一部由日本動畫公司和香港無綫電視附屬公司翡翠動畫聯合製作，第二、三部由翡翠動畫獨力製作。該作品是唯一改編自金庸作品的動畫，劇情忠於原著，但角色設計與原著有不同：角色屬典型日式動畫人物風格，包含一些中華元素，但服飾及頭髮顏色亦有改變。除收視率理想外，本作周邊商品（如閃卡及人形公仔）亦熱賣。

## 取名

### 日文命名
《神鵰俠侶》動畫在日本被取名（因為日本動畫公司有參與製作）為，意譯「神鵰俠侶：鵰俠英雄」。後半部的片假名乃英文「Condor Hero」的音譯，是為了區別原著名稱而加上的後綴：指禿鷲，在生物學上與原文鵰歸為不同物種，或是英文、日文中沒有對應譯文所誤；指英雄，與原文俠的意境大有不同，「俠」字背後的歷史、文化背景都被譯名忽略了。「禿鷹英雄」其實指原著小說《神鵰俠侶》裡主角楊過的稱號「神鵰俠」。

### 英文譯名
《神鵰俠侶》動畫英譯為「Legend of Condor Hero」，意譯「鵰俠的傳說」─其中「Legend」譯「傳說」；「of」指「的」；「Condor Hero」如前所述意譯為「禿鷹英雄」，指「神鵰俠」。動畫英譯與原著的前傳《射鵰英雄傳》 的英譯「The Legend of Condor Heroes」──意譯為「（超過一位）鵰俠的傳說」極相近，令人混淆。
原著《神鵰俠侶》英譯末字「Heroes」有眾數後綴「es」，表示超過一位神鵰俠；而動畫版英譯末字「Hero」忽略乃單數，表示只有一位神鵰俠，違背原著《神鵰俠侶》的「俠侶」（兩位俠客，男女各一）之意。

## 製作過程
日本動畫公司向金庸購得《神鵰俠侶》在日本播放改編動畫的版權後，與翡翠動畫聯合製作。原定為三部曲，為了減省成本，動畫的第一部由日本動畫公司做前期製作，翡翠動畫在廣東省深圳的工場做後期製作。但日本動畫公司製作完第一部分後就沒有參與製作，第二、三部由翡翠動畫獨力製作，動畫品質明顯下降，武打場面的問題尤其嚴重。然後字幕與對話配合的部分到了第三部時發生字幕與對話有一部分跟不上，甚至是在實際對白與字幕上所寫的意義有一大差距，產生誤導觀眾的情形。

## 劇情簡介

### 第一部
劇情發展至楊過與小龍女攜手走出絕情谷完結。

楊過與小龍女

南宋末年，江南少年楊過自小父母雙亡，被父親生前結義兄弟、江湖上有名的大俠郭靖送到天下道教正宗的全真教去學武。全真教教規森嚴，天性叛逆的楊過在教中吃盡苦頭，忍無可忍，終於逃出全真教。被活死人墓中的小龍女收留為徒。師徒二人在墓中一起練武、一起長大，漸生情愫。
小龍女為了楊過能夠被郭靖等人接受，黯然離去，後又萬念俱灰，想要尋死，卻被絕情谷主公孫止所救。絕情谷主也被小龍女深深迷住，逼她為妻。小龍女知道楊過對自己的感情始終未變，於是拒絕了絕情谷主的婚約，絕情谷主於心不甘，用絕情谷獨有的「情花」刺傷楊過，唯一能夠解毒的辦法，就是谷中特有的絕情丹。絕情谷主原本想以此脅迫二人，沒有想到，卻引出了自己的元配妻子裘千尺，裘千尺趁機剷除了谷主，並要楊過拿自己的殺兄仇人－－郭靖夫妻首級來換解藥。

### 第二部
第二部從絕情谷到結尾至小龍女中冰魄銀針奇毒後至荒山雪地巧遇一燈大師和裘仟仞。
楊過得悉殺父仇人正是郭靖夫婦，惟郭靖的行事為人叫楊過不忍下手為父報仇。小龍女驚悉當夜與自己發生關係的竟是全真教的道士尹志平而不是楊過，大受打擊，決定回古墓獨自生活。另邊廂，郭靖女兒郭芙斬斷楊過右臂。楊過心神恍惚地走至神雕谷，神雕為他療傷，更向他傳授武藝。楊過回古墓找小龍女，于途經全真教時赫見小龍女被來自蒙古的金輪法王打至重傷。

### 第三部
楊過、小龍女幾經艱辛終共諧連理，可惜小龍女已命不久矣，小龍女自知傷重不治，怕楊過傷心陪自己一起死，於是在絕壁下留書：十六年後相會。自己毅然跳進了萬丈深淵！楊過醒來，發現小龍女不在，一時不知道發生什麼事情，為了安慰楊過，黃蓉說小龍女被南海神尼帶走，十六年後會回來跟他相見。楊過將信將疑，決定等待小龍女十六年。在和小龍女分手十六年後，楊過來到當時小龍女刻字的地方，守候了整整一天一夜，小龍女沒有出現，楊過知道小龍女不會再出現，自己十六年的守候不過是一場空，在一夜之間，鬢髮盡白，絕望的楊過縱身跳入萬丈深淵。
在深淵水下，楊過發現了一條狹窄的通道，遊過通道，他找到了在這裏隱居了十六年的小龍女！原來小龍女也是投崖未死，無意中進入這個洞天福地，但是卻沒有辦法再出去，於是一直在谷底隱居，二人十六年後重逢，無限欣喜......。楊過帶着小龍女離開深淵，前往襄陽。此時的襄陽已經被蒙古大軍圍攻十六年，蒙古皇帝蒙哥御駕親征，要攻下襄陽。眼看襄陽就要失守時，神雕俠侶翩然出現，楊過以高強武功，萬軍之中殺死蒙哥，蒙古大軍頓時崩潰，解了襄陽十六年的圍困。
經此一役，神雕俠侶天下揚名，楊過卻帶著小龍女悄然隱退，回到了活死人墓中，過著不為人知的生活，只留下神雕俠侶的傳奇在世間流傳。

## 配音員列表
| 角色         | 日本       | 香港                                        | 台灣                                      |
| ------------ | ---------- | ------------------------------------------- | ----------------------------------------- |
| 楊過         | 浪川大輔   | 蘇強文                                      | 何志威                                    |
| 小龍女       | 園崎未惠   | 陸惠玲                                      | 王瑞芹                                    |
| 孫婆婆       | 堀絢子     | 區瑞華                                      | 龍顯蕙                                    |
| 李莫愁       | 高乃麗     | 盧素娟（第1、2部時逝世） 黃玉娟（第2、3部） | 姚敏敏                                    |
| 洪凌波       | 池田光     | 梁少霞                                      | 龍顯蕙                                    |
| 趙志敬       | 佐久田修   | 梁志達                                      | 陳進益                                    |
| 尹志平       | 竹本英史   | 潘文柏                                      | 李景唐                                    |
| 孫不二       |            | 雷碧娜                                      | 姚敏敏                                    |
| 丘處機       |            | 陳曙光                                      | 何志威                                    |
| 郝大通       |            | 源家祥                                      | 李景唐                                    |
| 郭芙         | 木村亜希子 | 鄭麗麗                                      | 姚敏敏                                    |
| 陸無雙       | KAORI      | 劉惠云→張頌欣                               | 王瑞芹                                    |
| 程英         | 渡邊菜生子 | 黃麗芳                                      | 龍顯蕙                                    |
| 完顏萍       | 本多知惠子 | 蔡惠萍                                      | 姚敏敏                                    |
| 朱子柳       |            | 林保全→梁志達                               | 陳進益(第1部) 李景唐(第2、3部)            |
| 耶律齊       | 鄉田穗積   | 潘文柏                                      | 李景唐(第1、3部) 陳進益(第2部)            |
| 歐陽峰       | 小村哲生   | 張炳強                                      | 李景唐                                    |
| 洪七公       |            | 源家祥                                      | 陳進益                                    |
| 郭靖         | 中田讓治   | 陳欣                                        | 陳進益(第1、2部) 李世揚(第3部)            |
| 黃蓉         | 唐沢潤     | 沈小蘭                                      | 龍顯蕙(第1部、第3部) 劉如蘋(第2部)        |
| 馮默風       |            | 陳曙光                                      | 李景唐                                    |
| 公孫止       | 小山剛志   | 招世亮                                      | 李景唐(第1、2部) 李世揚(第3部)            |
| 裘千尺       | 日比野朱里 | 黃鳳英                                      | 王瑞芹(第1部、第3部) 劉如蘋(第2部)        |
| 公孫綠萼     | 山崎幸     | 曾秀清                                      | 龍顯蕙(第1部、第3部) 姚敏敏(第2部)        |
| 劉瑛（瑛姑） | 無         | 袁淑珍                                      | 姚敏敏                                    |
| 周伯通       | 麥人       | 源家祥                                      | 陳進益(第1、2部) 李世揚(第3部)            |
| 黃藥師       |            | 張炳強                                      | 李世揚                                    |
| 一燈大師     |            | 譚炳文→盧國權                               | 何志威(第2部) 李世揚(第3部)               |
| 金輪法王     | 松山鷹志   | 黃子敬                                      | 陳進益(第1部) 李景唐(第2部) 李世揚(第3部) |
| 霍都王子     | 鄉田穗積   | 馮錦堂                                      | 李景唐                                    |
| 達爾巴       | 杉野博臣   | 盧國權、張炳強（代配）                      | 何志威                                    |
| 郭襄         |            | 陳凱婷                                      | 王瑞芹                                    |
| 旁白         | 廣田行生   | 招世亮                                      | 陳進益(第1、2部) 李世揚(第3部)            |

## 第一部製作團隊
- 原作 - 金庸（「神鵰剣俠」德間書店）
- 企劃 - 佐藤昭司、黒須正雄
- 監督 - 案納正美、高木淳
- 腳本 - 小山眞弓
- 人物設計 - 杉光登
- 美術 - 松本健治
- 色彩設計 - 宮下眞理
- 編輯 - 村井秀明
- 影像編輯 - 東京現像所、村田繁、豊田進
- 音樂 - 篠塚香苗
- 音樂監督 - 早瀬博雪
- OP動畫 - 神谷純
- 製作人 -  中島仁、田中真津美
- 製作 - BS富士/日本動畫公司/JADE ANIMATION

## 主題歌
片頭曲「優」
作詞 - 谷口枝里 / 作曲 - 北野洋子、谷口枝里 / 編曲 - 高山一也 / 歌 - NoR
片尾曲「blasa」
作詞・歌 - 藤本八恵 / 作曲 - 湯川寅彦 / 編曲 - 沢田穣治
香港版片頭曲《真愛是苦味》
作曲：黃霑 / 編曲：杜自持 / 作詞・歌：劉德華

## 各話列表
| 話數   | 日文標題 | 中文標題     | 分鏡       | 演出              | 作畫監督          |
| ------ | -------- | ------------ | ---------- | ----------------- | ----------------- |
| 一     |          | 義弟之子     | 案納正美   | 案納正美          | 杉光登            |
| 二     |          | 蛤蟆功       | 森田浩光   | 森田浩光          | 柳瀬譲二          |
| 三     |          | 活死人墓     | 為家尽人   | 宮崎一哉 為家尽人 | 為家尽人          |
| 四     |          | 古墓派門下   | 早川啓二   | 早川啓二          | 本木久年          |
| 五     |          | 玉女心經     | 福島一三   | 宮田亮            | 工藤昌史          |
| 六     |          | 斷龍石       | 高木淳     | 高木淳            | 加瀬政広          |
| 七     |          | 王重陽的遺書 | 森田浩光   | 森田浩光          | 柳瀬譲二          |
| 八     |          | 誤解         | 香川豊     | 高木淳            | 北原健雄          |
| 九     |          | 追尋夢幻     | 早川啓二   | 早川啓二          | 本木久男          |
| 十     |          | 復仇         | 添田和弘   | 濁川敦            | 青井清年          |
| 十一   |          | 痛苦的回憶   | 案納正美   | 鈴木孝義          | 加瀬政広          |
| 十二   |          | 雪山怪人     | 森田浩光   | 森田浩光          | 柳瀬譲二          |
| 十三   |          | 武林二老歸天 | 高木淳     | 佐土原武之        | 工藤昌史          |
| 十四   |          | 英雄大會     | 早川啓二   | 早川啓二          | 本木久年          |
| 十五   |          | 武林盟主     | 香川豊     | 高木淳            | 青井清年          |
| 十六   |          | 禁忌之愛     | 鈴木孝義   | 鈴木孝義          | 加瀬政広          |
| 十七   |          | 被拆散的戀人 | 森田浩光   | 森田浩光          | 柳瀬譲二          |
| 十八   |          | 追憶身影     | 小柴純弥   | 西田健一          | 斉藤格            |
| 十九   |          | 火焰狂宴     | 早川啓二   | 早川啓二          | 本木久年          |
| 二十   |          | 命運之線     | 楠葉宏三   | 濁川敦            | 青井清年          |
| 二十一 |          | 絕情谷的新娘 | 鈴木孝義   | 鈴木孝義          | 加瀬政広          |
| 二十二 |          | 情花地獄     | 森田浩光   | 森田浩光          | 本木久年          |
| 二十三 |          | 地獄谷底     | 鈴木輪流郎 | 濁川敦            | 斎藤浩信 細野明美 |
| 二十四 |          | 地底的秘密   | 早川啓二   | 早川啓二          | 本木久年          |
| 二十五 |          | 染血的婚禮   | 高木淳     | 西田健一          | 青井清年          |
| 二十六 |          | 隨風而去     | 案納正美   | 案納正美          | 杉光登            |

| 第1部 神鵰俠侶 I 古墓奇緣 |          |
| 集數                      | 標題     |
| 一                        | 故人之子 |
| 二                        | 蛤蟆神功 |
| 三                        | 活死人墓 |
| 四                        | 古墓門下 |
| 五                        | 玉女心經 |
| 六                        | 斷龍巨石 |
| 七                        | 重陽遺刻 |
| 八                        | 誤解     |
| 九                        | 追尋夢幻 |
| 十                        | 百計避敵 |
| 十一                      | 少年英俠 |
| 十二                      | 雪山怪人 |
| 十三                      | 二老歸天 |
| 十四                      | 英雄大宴 |
| 十五                      | 武林盟主 |
| 十六                      | 禮教大防 |
| 十七                      | 禁忌之愛 |
| 十八                      | 追憶身影 |
| 十九                      | 火焰狂宴 |
| 二十                      | 殺父深仇 |
| 二十一                    | 絕情幽谷 |
| 二十二                    | 情花地獄 |
| 二十三                    | 地獄谷底 |
| 二十四                    | 地底老婦 |
| 二十五                    | 染血婚禮 |
| 二十六                    | 隨風而去 |

| 第2部 神鵰俠侶 II 襄陽風雲 |              |
| 集數                       | 標題         |
| 二十七                     | 父仇         |
| 二十八                     | 血染襄陽     |
| 二十九                     | 俠中之俠     |
| 三十                       | 捨身一戰     |
| 三十一                     | 深入虎穴     |
| 三十二                     | 超越恩仇     |
| 三十三                     | 生命終結之際 |
| 三十四                     | 戰火之子     |
| 三十五                     | 噩夢重現     |
| 三十六                     | 神鵰谷       |
| 三十七                     | 黎明的決鬥   |
| 三十八                     | 憂傷的小龍女 |
| 三十九                     | 命運多劫     |
| 四十                       | 身負重創     |
| 四十一                     | 不説話的師傅 |
| 四十二                     | 神鵰重劍     |
| 四十三                     | 遙遠的夢想   |
| 四十四                     | 女傑決鬥     |
| 四十五                     | 終南山烏雲   |
| 四十六                     | 血色的再會   |
| 四十七                     | 洞房花燭     |
| 四十八                     | 寒玉床的秘密 |
| 四十九                     | 希望         |
| 五十                       | 危機逼近     |
| 五十一                     | 劫難重重     |
| 五十二                     | 雪中邂逅     |

| 第3部 神鵰俠侶 III 十六年之約 |                    |
| 集數                          | 標題               |
| 五十三                        | 走向不吉之地       |
| 五十四                        | 楊過戀愛           |
| 五十五                        | 奪回郭襄           |
| 五十六                        | 苦戀               |
| 五十七                        | 悲慘的綠萼         |
| 五十八                        | 吊喪的山           |
| 五十九                        | 南海神尼           |
| 六十                          | 飄流四方           |
| 六十一                        | 雪夜               |
| 六十二                        | 九尾靈狐           |
| 六十三                        | 憧憬的英雄         |
| 六十四                        | 黑龍潭老婆婆       |
| 六十五                        | 已逝去的日子       |
| 六十六                        | 金針的約定         |
| 六十七                        | 神祕救星           |
| 六十八                        | 暴風雨前夕         |
| 六十九                        | 陰謀暴露           |
| 七十                          | 十六年前的謊言     |
| 七十一                        | 郭襄被捕           |
| 七十二                        | 相聚時刻           |
| 七十三                        | 約定之日           |
| 七十四                        | 通往奇異世界的入口 |
| 七十五                        | 命運再相逢         |
| 七十六                        | 激戰襄陽           |
| 七十七                        | 超越恩怨           |
| 七十八                        | 真正的大俠         |

## 播放電視台
日本動畫公司把聯合製作的第一部售予BS富士，在2001年10月11日－2002年4月18日首播；首23集逢星期四晚上10時25－55分於BS富士播放，第24－26集延至10時30－11時00分播放。第二、三部在日本未播放。
無綫電視翡翠台在2003年黃金時段晚上10時30分首播第一部《神鵰俠侶I：古墓奇緣》；在2004年11月13日起逢星期六下午5時55分、星期日下午5時50分首播第二部《神鵰俠侶II：襄陽風雲》；在2007年12月12日起逢星期六下午5時30分首播第三部《神鵰俠侶III：相約十六年》。
台灣的華視在2001年播出，成為台灣同時段（週六下午六時至六時半）收視最高節目及電視卡通收視排名第三。東森電視從無綫電視購得轉播權，在東森電影台播放。台灣版的第一、二部皆採用日語片頭、片尾曲，至第三部才改用粤語片頭曲，但片尾曲不變。
中國大陸版第一部採用日語片頭、片尾，第二部起改用粤語片頭曲，但片尾曲不變。
由於無綫電視獨力製作第二、三部，進度極之緩慢，在2003年首播第一部後，於2004年首播第二部，之後於2007年首播第三部。每一部在首播前幾個月已由香港的泰盛（Tai Seng）發行了DVD，可在影音店購買。動畫的播放日一再延期，引起觀眾不滿。

## 外部連結
- （日語）日本版官網
- （繁體中文）香港版官網（TVB）
- （繁體中文）論港日合作電視動畫《神鵰俠侶》 （页面存档备份，存于）